# Habropogon capensis
Habropogon capensis är en tvåvingeart som beskrevs av Jason Gilbert Hayden Londt 1981. Habropogon capensis ingår i släktet Habropogon och familjen rovflugor. Inga underarter finns listade i Catalogue of Life.